# Onze-Lieve-Vrouwekerk (Poelkapelle)

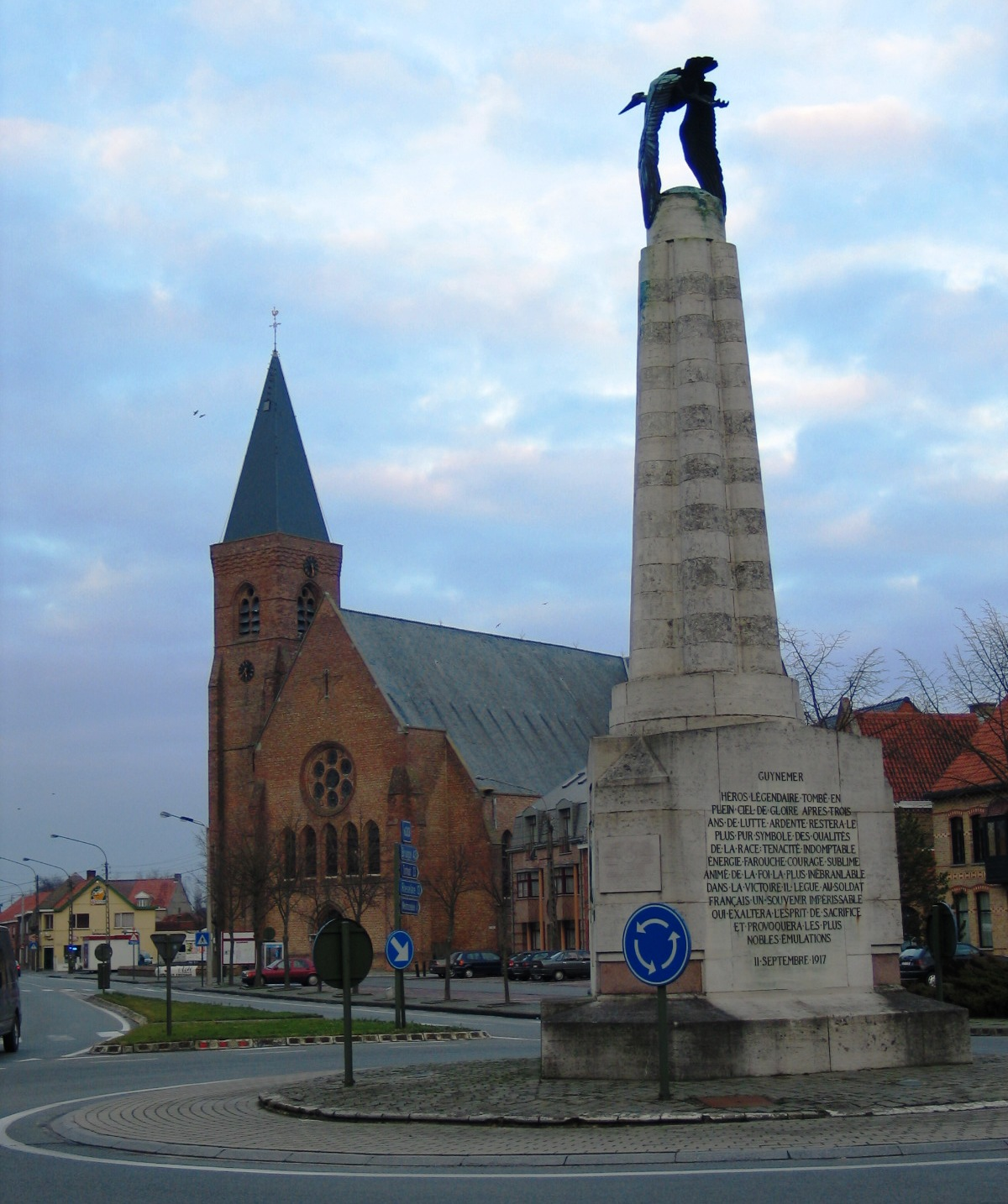
Onze-Lieve-Vrouwekerk met Guynemer-gedenkteken

De Onze-Lieve-Vrouwekerk is de parochiekerk van de tot de West-Vlaamse gemeente Langemark-Poelkapelle behorende plaats Poelkapelle, gelegen aan het Guynemerplein.

## Geschiedenis
Nadat Poelkapelle in 1804 een zelfstandige parochie werd die zich afsplitste van die van Langemark, werd (1817-1835) een neoclassicistische kerk gebouwd naar ontwerp van architect Vuylsteke. Deze kerk werd tijdens de Eerste Wereldoorlog verwoest.
In 1923 werd een nieuwe kerk gebouwd naar ontwerp van Maurice Allaert in een sobere eclectische stijl met elementen uit de gotiek.
In 2019 werd het plan ontvouwd om in de kerk een kleinere liturgische ruimte te bouwen, en een ander deel van de kerk voor buitenschoolse opvang van kinderen te bestemmen.

## Gebouw
Het betreft een bakstenen kruiskerk met middenschip en twee smalle zijbeuken, van het schip door scheibogen gescheiden. Het geheel onder een hoog zadeldak. De kerk heeft een naastgebouwde vlakopgaande toren op vierkante plattegrond, gedekt met een tentdak.
De architect ontwierp onder andere ook de drie altaren, alle in neoromaanse stijl. Ook andere kunstenaars hebben een bijdrage aan het kerkmeubilair geleverd.